# Maserati Merak

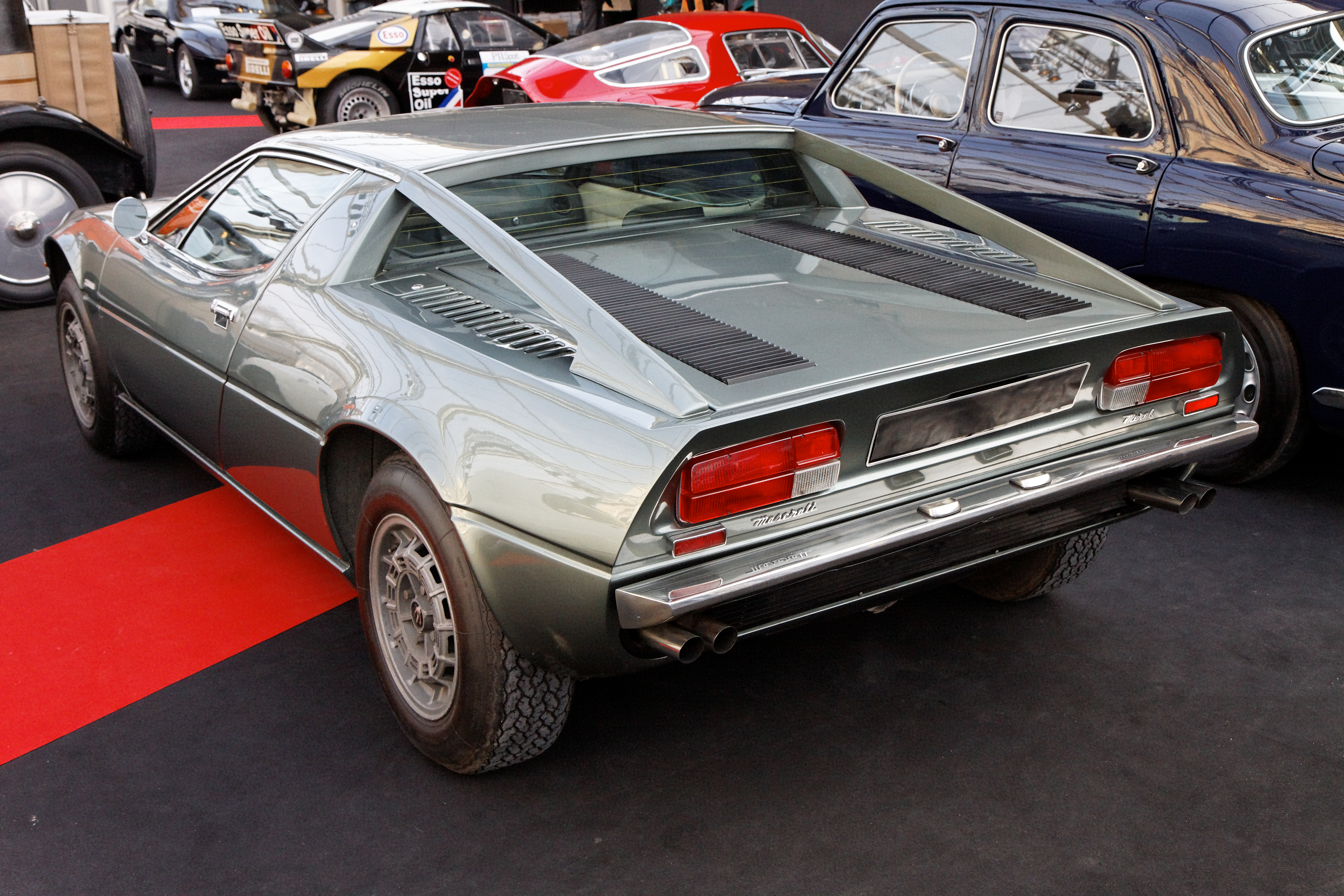
Achterkant van de Maserati Merak

De Maserati Merak is een sportwagen van het Italiaanse merk Maserati.
Het model werd in 1972 gepresenteerd op het autosalon van Parijs.
De Merak is nauw verwant met de Maserati Bora. Beide modellen delen hetzelfde platform maar in tegenstelling tot de 4,7L V8-motor in de Bora is de Merak voorzien van een 3,0L V6-motor. Door het gebruik van deze compactere motor was het mogelijk twee extra zitplaatsen te creëren. Daardoor was de Merak niet alleen een goedkoper alternatief voor de Bora maar bovendien ook een 2+2.